# NGC 3327
NGC 3327 is een spiraalvormig sterrenstelsel in het sterrenbeeld Kleine Leeuw. Het hemelobject werd op 10 april 1785 ontdekt door de Duits-Britse astronoom William Herschel.

## Synoniemen
- UGC 5803
- MCG 4-25-38
- ZWG 124.51
- PGC 31729